# Allen County War Memorial Coliseum
El Allen County War Memorial Coliseum es un pabellón multiusos situado en la ciudad de Fort Wayne, Indiana. Tiene una capacidad para 13 000 espectadores y fue inaugurado en 1952. 

## Historia
Construido en 1952, el Allen County War Memorial Coliseum ha albergado a un buen número de equipos profesionales y universitarios tanto de baloncesto, hockey sobre hielo y fútbol indoor. Fue la sede de los Fort Wayne Pistons, ahora conocidos como Detroit Pistons desde su inauguración hasta 1957, y en él se celebró el All-Star Game de la NBA 1953.
Actualmente es la sede de los Fort Wayne Komets, equipo de las ligas menores de hockey sobre hielo, las Fort Wayne Derby Girls, equipo de roller derby y los Fort Wayne Mad Ants de la NBA Development League, aunque estos dos últimos equipos están contemplando la posibilidad de cambiar de pabellón.

## Eventos

### Eventos deportivos
Además del All-Star Game de 1953, en el War Memorial Coliseum se jugaron las Finales de la NBA de 1955 y 1956, y más recientemente las finales de la NBA D-League de 2014 y 2015, con los Fort Wayne Mad Ants como protagonistas. También ha sido la sede de varios eventos universitarios, como el Torneo de la Mid-Continent Conference entre 2000 y 2002, y la Final Four de voleibol masculino de la NCAA de 2000.

### Conciertos y espectáculos
Es sede habitual de conciertos de todo tipo de música, pasando por su escenario grupos como The Jackson 5 en 1971, The Rolling Stones en 1978, Iron Maiden y Kiss en 1983, Bon Jovi en 1984 y 1987, Tina Turner en 1985, Dr. Feelgood en 1990, Metallica en 1991 o Bob Dylan en 1994, entre otros.